# Estadio Abebe Bikila
El Estadio Abebe Bikila es un recinto deportivo de usos múltiples en Adís Abeba, la capital del país africano de Etiopía. Actualmente se utiliza sobre todo para los partidos de fútbol, siendo usado principalmente por el equipo de Liga Premier etíope conocido como Dedebit F.C. El estadio tiene una capacidad para recibir hasta 12.000 espectadores. Recibe ese nombre en honor de Abebe Bikila un doble campeón olímpico del Maratón originario de Etiopía.